# Bergs landskommun, Småland
Bergs landskommun var en tidigare kommun i Kronobergs län.

## Administrativ historik
Landskommunen inrättades i Bergs socken i Norrvidinge härad i Småland när 1862 års kommunalförordningar trädde i kraft 1863. Den upphörde vid kommunreformen 1952, då den gick upp i Lammhults landskommun. Sedan 1971 tillhör området Växjö kommun.
1938 valdes Elin Wägner in i kommunalfullmäktige. Hon bodde i "Lilla Björka" nära Bergs kyrka. Bergs-Björka är en by i socknen.